# پاک‌کننده دودکش

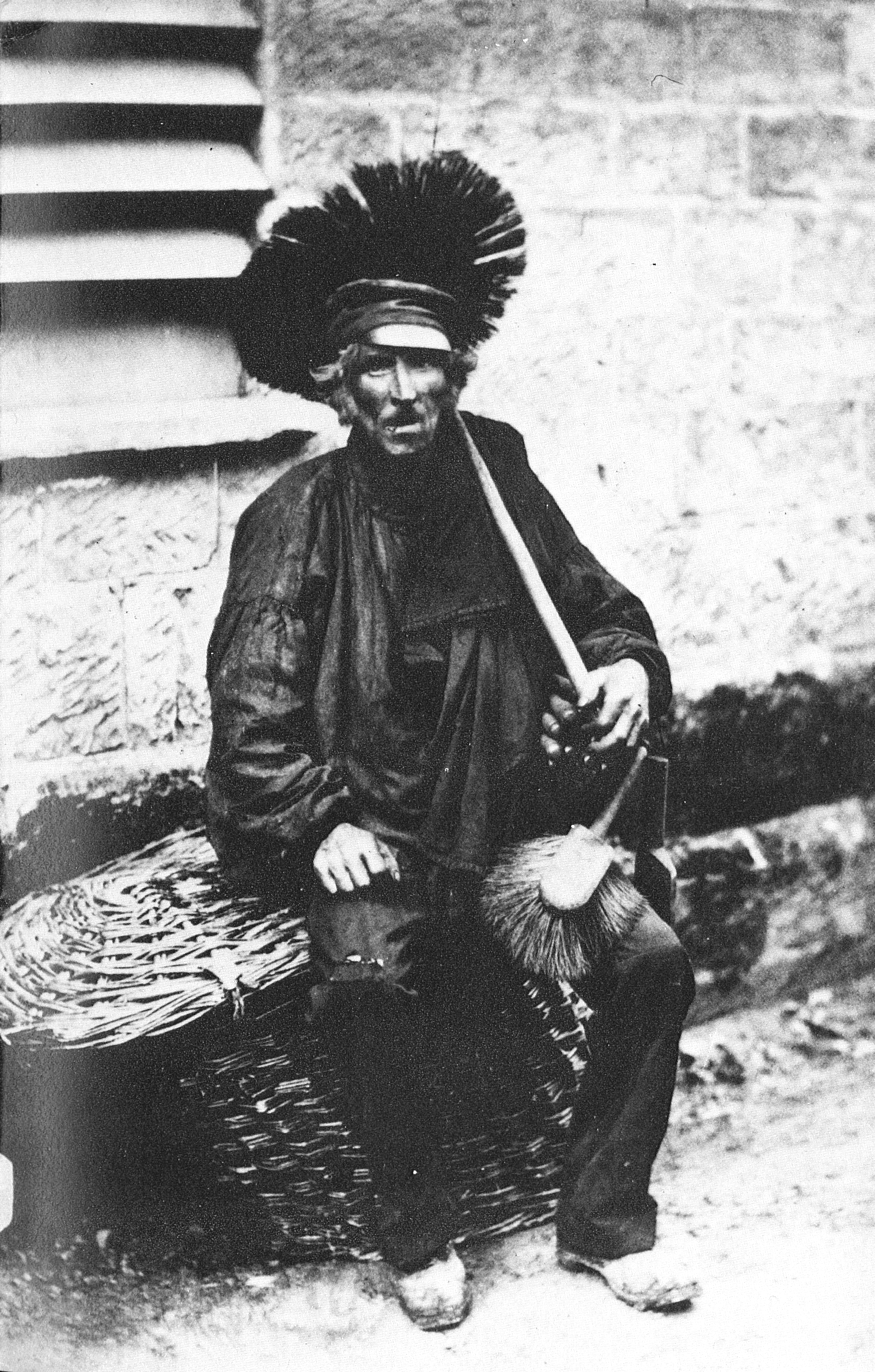
یک پاک‌کننده دودکش در وکس فورد، ایرلند در سال ۱۸۵۰

پاک‌کننده دودکش (انگلیسی: Chimney sweep) کسی است که دوده و کرئوزوت را در دودکش وارسی و سپس تمیز می‌کند. این حرفه نیازمند چیره‌دستی است و خطرات سلامتی به همراه دارد.